# Roedtan
Roedtan este un oraș din Africa de Sud.